# Sicherheitskodex
Ein Sicherheitskodex ist eine Sammlung von Verhaltensregeln, an denen man sich zur Vermeidung von Unfällen orientieren sollte. 
Ein Sicherheitskodex ist eine meistens auf Vereins- bzw. Verbandsebene aufgestellte freiwillige Selbstverpflichtung und, im Unterschied zu gesetzlichen Bestimmungen, nicht von rechtlich bindender Natur. Allerdings können Verstöße trotzdem zu Rechtsfolgen wie dem Verlust eines eventuell bestehenden Versicherungsschutzes oder disziplinarischen Vereinsstrafen führen. Sofern ein Sicherheitskodex allgemein anerkannte Sicherheitsstandards beinhaltet, wäre ferner im Falle eines Unfalles durch Nichtbeachtung des Kodex die Haftung durch die Verletzung möglicher Sorgfaltspflichten zu prüfen.